# Ercole Gonzaga di Novellara

Stemma dei Gonzaga di Novellara e Bagnolo

Ercole Gonzaga (... – Reggio Emilia, 12 maggio 1536) è stato un nobile italiano.

## Biografia
Era il figlio di Agostino Gonzaga, figlio naturale di Francesco I, signore di Novellara, e di Lucrezia Canossa.
Sposò nel 1522 Maddalena Torelli, figlia di Pietro Maria Torelli dei conti di Guastalla. Il matrimonio venne considerato dei figli di Giampietro Gonzaga, signore di Novellara, un pegno di riconciliazione con Achille Torelli, conte di Guastalla, colpevole di aver provocato danni tra i due feudi confinanti. Ercole scoprì che il Torelli amoreggiava con la sua moglie e, avuto come ospite in occasione di un ricevimento nella rocca di Novellara, lo uccise a pugnalate l'11 novembre 1522. Ercole fuggì a Camerino e nel 1533 incaricò un sicario, Francesco Nolfi, di uccidere la moglie Maddalena, che scampò all'agguato. Nolfi venne arrestato e condannato in contumacia assieme al Gonzaga.
Morì esule nel 1536 a Reggio.